# مايا إيسولا
كانت مايا سوفيا إيسولا (15 مارس 1927- 3 مارس 2001) مصممة فنلندية للنسيج المطبوع، وابتكرت أكثر من 500 نمط بما فيها أونيكو («الخشخاش»). شهرت تصاميمها الملونة الجريئة شركة المفروشات المنزلية والأزياء ماريميكو في ستينيات القرن الماضي. كانت لها مسيرة مهنية بصفة فنانة بصرية أيضًا.
عرضت إيسولا أعمالها في جميع أرجاء أوروبا، بما فيها معرض بروكسل العالمي وترينالي ميلان وفي الولايات المتحدة. أُقيمت معارض استعادية لأعمالها في معرض التصميم في هلسنكي، وفي متحف فيكتوريا وألبرت، ولندن، ومتحف التصميم، وكوبنهاغن، ومتحف سلوفينيا الوطني، وليوبليانا، ومعهد مينيابوليس للفنون. ما زالت طبعاتها تُباع في ماريميكو.
عاشت وعملت لمعظم حياتها في فنلندا، لكنها قضت بعض السنوات في فرنسا والجزائر والولايات المتحدة. تزوجت ثلاث مرات. صارت ابنتها كريستينا إيسولا بدورها مصممة في ماريميكو، وعملت لبعض الوقت مع مايا. تصمم حفيدتها إيما أيضًا لصالح الشركة.

## سيرتها

### نشأتها
كانت إيسولا صغرى ثلاث بنات لماونو وتويني إيسولا. كان ماونو مزارعًا يكتب كلمات الأغاني بما في ذلك ترانيم الميلاد الفنلندية الشهيرة. عاشت الفتيات في مزرعة العائلة وساعدن في العمل الزراعي في فصول الصيف. صنعن الدمى الورقية ذات الفساتين الأنيقة لبيت دماهن الورقي المصنوع منزليًا، والذي كان ذو تصاميم داخلية مزينة بإتقان.
درست إيسولا الرسم في مدرسة هلسنكي المركزية للفنون الصناعية. في 1945، مع انتهاء الحرب العالمية الثانية (والاقتتال بين فنلندا وجارتها روسيا)، تغيرت حياتها جذريًا، إذ توفي أبوها، وحبلت. في 22 يوليو 1945 تزوجت من الفنان التجاري جورج ليندر، ووُلدت ابنتهما كريستينا في 1946. 
في 1948، ذهبت إلى أوسلو لتزور معرض فان خوخ وترى لوحات إدفارت مونك هناك. ألهمها عرض لقدور من الحقبة الكلاسيكية في متحف أوسلو للحرف اليدوية والتصميم فأبدعت طبعتها أمفورا («أمفورة»). لم يدُم زواجها بليندر طويلًا، وبحلول عام 1949 كانت تجوب أوروبا رفقة الرسام جاكو («جاسكا») سومرسالو، الذي صار زوجها الثاني. علمها تقنية طباعة الخشيب وألهما الرسم. تطلقا في 1955.

### ماريميكو
وقتما كانت ما تزال طالبة، لاحظتها مؤسسة ماريميكو، آرمي راتيا، بسبب أعمالها بما فيها أمفورا. عينت راتيا إيسولا لتعمل لصالح برينتيكس، وهي باكورة ماريميكو. صارت مصممة نسيج رئيسة في ماريميكو، وكانت تبدع ثمانية إلى عشر أنماط كل عام.
بين عامي 1957 و1963، أنتجت أول سلسلة أعمال لها عن موضوع واحد، ليونتو (الطبيعة). تألف من نحو 30 تصميمًا مبنيًا على نباتات ضغطتها ابنتها كريستينا، بدءًا من عمر الحادية عشرة. في 1958، بدأت سلسلة أخرى هي أورنامينتي (زخرفة)، مبنية على الفن الشعبي السلافي. تضمنت أيضًا نحو 30 تصميمًا، وحققت لها شهرة.
في 1959، تزوجت من القاضي يورما تيساري. كان رجلًا ثريًا محبًا للفن يمتلك منزلًا فسيحًا في قلب هلسنكي. وقتما رغبت إيسولا بحرية إبداعية أكثر من سلطة راتيا، فاوض لها ميراميكو على عقد جديد، ما مكنها من العمل بأسلوبها الخاص.
كان التعاون بين إيسولا وراتيا «لعبة سلطة إبداعية غير اعتيادية» اتسمت «بالحيوية والإبداعية» بدلًا عن التفاهم المتناغم. حُددت لهجة تلك اللعبة وقتما تحدت إيسولا «باستفزاز» في 1964 تصريح راتيا بأنها تكره الأنماط الزهورية، وحددت أسلوب الشركة من خلال رسم نمط أونيكو (الخشخاش) الشهير باللون الوردي الداكن والأحمر والأسود على الأبيض، وصار النمط الذي يجري إنتاجه منذ ذلك الحين. كان واحدًا من ثمانية تصاميم زهورية اختارتها راتيا من حقيبة إيسولا في تلك الفترة.
من 1965 حتى 1967، عملت إيسولا على موضوعة الشمس والبحر، لتبدع تسعة تصاميم على الأقل استخدمتها ماريميكو بما فيها ألباتروسي (البطروس)، وميدوسا (قنديل البحر)، وأوستيري (المحار). كان يعاد إنتاج أنماطها بحلول هذا الوقت على نطاق واسع. لتسهيل هذه العملية والحفاظ على دقة الأنماط، حافظت إيسولا على مجموعة من «كتب الأنماط». كانت هذه كتب تمارين مكتوبة بخط اليد تحتوي على تفاصيل دقيقة لتكرارات أنماطها. كان كل واحد منها، مثل حب حب حب 1968 خاصتها، مرسومًا بمقياس نسبي على صفحة كتاب أنماط، وملونًا، ومُذيّلًا بأسماء الألوان التي يجب استخدامها. سجلت الكتب أيضًا قياس التكرار الفعلي وتفاصيل أوامر الطباعة. استمر استخدام الكتب باعتبارها أدلة إنتاج في العقود التي أعقبت وفاتها. 
في 1970، سافرت بمفردها إلى باريس لتهرب من التزامات زواجها وعائلتها. عاشت هناك علاقة حب مع الباحث المصري أحمد الحجاجي. شجعها على العمل على أنماط عربية، ورسم لها أساسات نمطها الخشخاش (ليس نفس أونيكو). تضمنت أنماطها ذات الإلهام العربي في تلك الفترة كونغاتار، وناميو، وسادونكيرتويا، وتوما، وفالي. في 1971، انفصلت عن تيساري، مدركة أنها تفضل المعيشة وحدها. قضت ثلاث سنوات في الجزائر، وأحبت شخصًا اسمه محمد.
في 1974، صممت إيسولا نمط بريمافيرا الشهير، المتألف من زهور مخملية منمطة، وطُبع منذ ذلك الحين في ألوان مختلفة كثيرة لمفارش المائدة والصحون وأغراض غيرها. في 1976، عادت إلى باريس وعملت مع الحجاجي على سلسلة من الطبعات المستلهمة من مصر بما فيها نيلي (النيل)، ونوبيا، وبابيروس. في العالم التالي، رافقت الحجاجي إلى بون بكارولاينا الشمالية حيث كان محاضرًا. أمضت العام ترسم وتمشي وتمارس اليوغا، بإلهام من مناظر جبال الأبالاش، التي قالت إنها ذكرتها بموطنها، ريهيماكي. أبدعت بعض التصاميم لكن واجهت مشقة في بيع أي منها في السوق الأمريكية، وذلك لقلة المصانع التي يمكنها طباعة القماش وفق مواصفاتها. 
عند عودتها إلى فنلندا، عُرض 160 من أعمالها، بنا فيها اللوحات والتصاميم، لكن دون تصاميم طبعاتها، في معرض استعادي بغاليري هلسنكي في عام 1979.
من 1980 حتى 1987، صممت إيسولا أنماطًا لماريميكو بصورة مشتركة (ظهر كلا الاسمان على حافة كل طبعة) مع ابنتها كريستينا، وعملا في استوديوهيهما الخاصين، في الشتاء في هلسنكي وفي الصيف في كاونيسماكي. صارت كريستينا إحدى كبار مصممي ماريميكو، وكانت قد انضمت إلى الشركة في عمر 18. في خلال حياتها المهنية التي دامت أربعين عامًا مع ماريميكو، أبدعت إيسولا 500 طبعة «مذهلة» للشركة. من بين أشهرها نجد كيفيت (الأحجار، وكايفو (البئر)، واستمر بيعها في القرن الحادي والعشرين.